# Форст (Баден)
Форст (њем. Forst) општина је у њемачкој савезној држави Баден-Виртемберг. Једно је од 32 општинска средишта округа Карлсруе. Према процјени из 2010. у општини је живјело 7.571 становника. Посједује регионалну шифру (AGS) 8215021.

## Географски и демографски подаци
Форст се налази у савезној држави Баден-Виртемберг у округу Карлсруе. Општина се налази на надморској висини од 112 метара. Површина општине износи 11,5 km². У самом мјесту је, према процјени из 2010. године, живјело 7.571 становника. Просјечна густина становништва износи 660 становника/km².